# Michael Borgqvist
Michael Borgqvist (* 17. Dezember 1967 in Stockholm) ist ein ehemaliger schwedischer Fußballspieler. Im Anschluss an seine aktive Laufbahn, die mit dem Gewinn des schwedischen Meistertitels gekrönt wurde, wechselte der defensive Mittelfeldspieler auf die Trainerbank.

## Werdegang

### Spielerkarriere
Borgqvist begann 1973 mit dem Fußballspielen bei Vårberg/Skärholmens SK, wechselte aber bereits zwei Jahre später in die Jugend des IFK Stockholm. Nach einem Kurzaufenthalt bei Brinkens IF in der Spielzeit 1982 schloss er sich Anfang 1983 der Nachwuchsabteilung des AIK an. Dort durchlief er die einzelnen Jugendmannschaften und rückte als Nachwuchsspieler in den Kader der in der Allsvenskan antretenden Erwachsenenmannschaft heran. Zwar kam er zu keinem Ligaeinsatz für die Mannschaft, einzig im Stockholmer Pokal, zu dessen Gewinn im Elfmeterschießen gegen Vasalunds IF im Jahr 1986 er als erfolgreicher Schütze beitrug, und beim renommierten Hallenturnier Nackas minne lief er mehrmals für die Mannschaft auf.
Im Sommer 1987 wechselte Borgqvist zum unterklassig antretenden Lokalrivalen Spårvägens GoIF. Mit dem Drittligisten spielte er um den Aufstieg in die Zweitklassigkeit, der zunächst als Vizemeister hinter Väsby IK respektive Motala AIF knapp verpasst wurde, ehe er mit der Mannschaft die Spielzeit 1989 als Staffelsieger im Norden mit elf Punkten Vorsprung auf den Tabellenzweiten IFK Östersund abschloss. Mit einem vierten Platz in der Zweitligastaffel Nord überraschte er mit dem Aufsteiger in der neuen Spielklasse. Im Anschluss kehrte er zu AIK zurück. Auf Anhieb war er an der Seite von Björn Kindlund, Wadym Jewtuschenko, Gary Sundgren und Bernt Ljung Stammspieler beim Klub und kam in allen 18 Saisonspielen der regulären Spielzeit sowie den zehn Partien in der Meisterschaftsendrunde zum Einsatz. Unter Trainer Tommy Söderberg zog die Mannschaft auch in der Spielzeit 1992 in die Meisterrunde ein. Zwar verpasste er ein Spiel in der Endrunde, beim abschließenden 3:2-Erfolg gegen Malmö FF stand er jedoch auf dem Platz und konnte den Gewinn des Von-Rosens-Pokals als Meistertrophäe mitfeiern. In den folgenden Jahren war er weiterhin Stammspieler, der Verein rutschte jedoch in der Tabelle ab.
Im Lauf der Spielzeit 1995 verlor Borgqvist nicht zuletzt wegen eines Platzverweises im Spiel gegen Halmstads BK seinen Stammplatz. War die Saison auf einem achten Tabellenplatz beendet worden, übernahm Erik Hamrén den Trainerposten beim Klub ab der folgenden Spielzeit. Nachdem er ankündigte, nicht mehr auf die Dienste Borgqvists setzen zu wollen, verließ dieser trotz bis 1997 gültigen Vertrages den Klub und kehrte zu Spårvägens FF zurück, wie Spårvägens GoIF mittlerweile hieß. Mit dem Zweitligisten verpasste er als Tabellendritter hinter Västerås SK und Hammarby IF den Aufstieg in die Allsvenskan, wurde jedoch vom Lokalrivalen Djurgårdens IF abgeworben. Mit dem im Vorjahr in die zweite Liga abgestiegenen Klub qualifizierte er sich als Tabellenzweiter für die Relegationsspiele, in denen sich jedoch Östers IF durchsetzte. Nachdem im folgenden Jahr der Aufstieg glückte – am Ende der Spielzeit 1998 wurde er als Spieler des Jahres beim Klub ausgezeichnet –, spielte er in der Erstliga-Spielzeit 1999 in 22 Partien an der Seite von Lucas Nilsson, Niclas Rasck, Sharbel Touma, Magnus Pehrsson und Stefan Alvén. Trotz eines Torerfolgs von ihm konnte der direkte Wiederabstieg nicht verhindert werden. Nachdem Borgqvists Vertrag nicht verlängert worden war, zog er zu Assyriska Föreningen weiter. Mit seinem neuen Klub spielte er vier Jahre in der Superettan, ehe er Ende 2003 seine Karriere beendete.

### Trainerlaufbahn
2005 löste Borqvist bei Enköpings SK Hans Eskilsson als Trainer ab. Teilweise wieder selbst auf dem Feld führte er die Mannschaft, die im Vorjahr aus der zweiten Liga abgestiegen war, als Staffelsieger der Division 2 Norra Svealand in die Aufstiegsrunde der sechs Drittligastaffelmeister. Dort scheiterte er mit dem Klub nach einem 0:0-Remis durch eine 0:2-Niederlage am Umeå FC. Damit war die Mannschaft für die neu eingeführte Division 1 qualifiziert, deren Nordstaffel sie anschließend dominierte und als Tabellenerster in die Superettan aufstieg. Nach dem gelungenen Wiederaufstieg beschlossen die Verantwortlichen des Klubs, Borgqvists Vertrag nicht zu verlängern.
Im August 2007 übernahm Borgqvist das Training bei seiner vormaligen Spielstation Assyriska FF. Bis zum Saisonende führte er den Absteiger an die Spitze der dritten Liga und stieg mit ihm in die Superettan auf. Lange Zeit stand die Mannschaft auch in der Superettan in der Spitzengruppe und hatte Chancen auf den direkten Durchmarsch in die Allsvenskan, aufgrund einer Schwächeperiode Ende der Spielzeit 2008 belegte der Klub jedoch letztlich mit dem vierten Rang den letzten Nicht-Aufstiegsplatz. Daraufhin verlängerte der Klub den auslaufenden Vertrag nicht und verpflichtete Roberth Johansson als Nachfolger.
Nach knapp einem Jahr ohne Verein kehrte Borgqvist auf die Trainerbank zurück. Der Erstligaabsteiger Hammarby IF sicherte sich im Dezember 2009 für die Zweitliga-Spielzeit 2010 seine Dienste und holte den ehemaligen England-Profi Jesper Blomqvist als seinen Assistenztrainer. Im Laufe der Saison platzierte sich die Mannschaft jedoch lediglich im Mittelfeld. Nach Drohungen von Unbekannten gegen seine Person trat er Anfang September von seinem Posten zurück.